# ناراكا : بريدبوينت
ناراكا: بلاندبوينت هي لعبة معركة ملكية حيث يقاتل ما يصل إلى 60 لاعبًا بعضهم البعض، لكي يصبح آخر لاعب فائز. تتضمن اللعبة القتال القريب المستوحى من فنون الدفاع عن النفس ولديها نظام قتالي بالمقص والورق والصخر. هناك عدد كبير من أسلحة طويلة المدى للاختيار من بينها. كما هناك خطاف يمكن استخدامه للقتال والعبور. بالإضافة إلى ذلك، يتمتع كل بطل بمهارات ومواهب فريدة يمكن تخصيصها وفقًا لأسلوب لعبتك.
سيتم اتخاذ جزيرة موروس كنقطة انطلاق يتجمع فيها الأبطال للقتال يمكن للاعبين المشاركة في ألعاب فردية أو ثلاثية، ويمكنهم الاختيار من بين أكثر من تسعة شخصيات مختلفة، ولكل شخصية مهارتين (مهارة اف والمطلقة).

## الشخصيات
حالياً يوجد هناك 9 شخصيات في اللعبة يمكن للاعب إختيارها أونموجي:
- فيبر نينج: سيدة السيوف الأعمى في غرب يوشان دم فيبر نينج نفسه مغطى بالسم القاتل منذ فترة طويلة. إنها تقف على شفير الهاوية للبشرية جمعاء وسيفها على أهبة الاستعداد للمعركة، على الرغم من جمالها الذي لا مثيل لها فإن عيونها لن تترقب هذا العالم حتى يقترب وقت القدر.
- كرومي: كرومي المعروفة باسم زهرة هيليوث موهوبة بالفطرة ومن سلالة قديمة من اسياد أونميوجي. انطلقت كرومي من موطنها وبدأت مغامرة طوال الحياة.
- ماتاراي: تشتهر مهاراتها بالعواصف الصحراوية، وتتمتع مطري برشاقة مثل الصقر. من أجل تحقيق ارتفاعات جديدة من الفن السري القديم الذي أتقنته، تتجول الآن في الأنقاض مثل العفريت
- تاركا جي: كان يعيش حياة سعيدة. وراء اسم السكير المخلص يكمن رجل محب الحرية. إن روحه التي لا تقهر والتي تمنحه القوة في مواجهة الشدائد. الطريق أمامه مليء بالمصاعب ولكن بغض النظر عن مدى صعوبة التحديات فسيواجهها بكل سرور وهو يحمل سيف في يده.
- تيانهاي: لقد إكتشف تيانهاي رسالته الحقيقية أثناء رحتله حول العالم وهي: إنقاذ العالم – لا يبخل أي ثمن يتحول هذا الراهب المتواضع إلى محارب عظيم من الفاجرا يرفضه الغضب الجامح. سيشعر به كل من يقف في طريقه.
- يوتو هيمي: لا أحد يستطيع النجاة من ضربات سيفها وتترك وراءها أثرًا من الجثث. عندما يهدأ الغبار من حولها فمن الصعب ان تتنفس وتندم بسبب الذنب والدماء على يديها. في بعض الأحيان القوة الجبارة ليست شيئًا جيدًا على الإطلاق. إنه عبء يجب حمله والسيطرة عليه.
- فالدا كوي: فالدا كوي كانت تيسطر عن البحر، فمهاراتها المعتادة تطلق سجون المياه وعندما يواجهه العدو. سوف تصاب بالإغماء عند لمس العدو. عندما تستخدم فالدا كوي مهاراتها المطلقة، فإنها ستوجه قوة تنين البحر وتفجر أمواجًا ضخمة في ساحة المعركة.
- يوي شان: تم تصميم يوي شان بناء على التاريخ الصيني خلال فترة الدول المتحاربة، تشمل قدرة يوي شان على حمل العدو على كتفه وإسقاطه لضرب الخصم أولاً. كما يمكن لقدرته المطلقة تحويله إلى محارب من الطين، كذلك يمكنه قتل العدو باستخدام الرمح الحاد بكل سهولة.

## الإصدار
بعد إطلاق ناراكا: بلاندبوينت لمدة 3 أشهر، تم بيع أكثر من 6 ملايين نسخة على مستوى العالم، مما يجعلها واحدة من أسرع ألعاب الكمبيوتر الصينية مبيعًا على الإطلاق.
سيتم إفتتاح الموسم الجديد من ناراكا: بلاندبوينت في 10 نوفمبر 2021، وسيتم إنزال بطلين جديد بما في ذلك يوه شان، كما سيتم إنزال السلاح الجديد والزين المختلفة. سيكون سعر رخصة القتال الجديد هو نفسه سعر الموسم السابق، وسيتم تمديد حد المستوى لرخصة القتال من 110 إلى 1. 30  في أغسطس عام 2021، تم إطلاق أكثر من 10 لغات على مستوى العالم. قام فريق Netease Thunderfire UX بإجراء بحث حول المستخدم وتصميم UX لـ ناراكا: بريدبوينت.